# Eulenhald-Ungertal
Koordinaten: 49° 24′ 45″ N, 7° 55′ 54″ O
Das Naturschutzgebiet Eulenhald-Ungertal liegt auf dem Gebiet des Landkreises Kaiserslautern in Rheinland-Pfalz. Das 19,58 ha große Gebiet, das mit Verordnung vom 10. September 1981 unter Naturschutz gestellt wurde, erstreckt sich nordöstlich von Waldleiningen. Die B 48 verläuft westlich, die B 39 östlich. Das Gebiet umfasst naturnahe Buchen-Eichenwälder und andere frische Laub-Mischwälder.